# Ottakring
Ottakring () è il sedicesimo distretto di Vienna, in Austria. È stato creato nel 1892 dopo l'aggregazione alla capitale dei comuni di Ottakring e Neulerchenfeld. Lo stemma del distretto è composto dagli stemmi dei due comuni: sulla sinistra quello di Ottakring, sulla destra quello di Neulerchenfeld.